# Ћукови
Ћукови су насељено мјесто у Босни и Херцеговини, у граду Бихаћу, које административно припада Федерацији Босне и Херцеговине. Према попису становништва из 2013. у насељу је живио 221 становник.

## Становништво
| Националност       | 2013. | 1981. | 1981. | 1971. |
| Муслимани          | 209   | 456   | 459   | 439   |
| Хрвати             |       | 2     | 1     |       |
| Срби               | 1     | 1     |       | 1     |
| Југословени        |       | 1     |       | 1     |
| остали и непознато | 11    | 2     |       | 1     |
| Укупно             | 221   | 462   | 460   | 442   |